# NGC 3614A
NGC 3614A is een balkspiraalstelsel in het sterrenbeeld Grote Beer. Het hemelobject werd op 5 februari 1788 ontdekt door de Duits-Britse astronoom William Herschel.

## Synoniemen
- MCG 8-21-14
- PGC 34562